# آرل، اوب
آرلس (به فرانسوی: Arrelles) یک کمون در فرانسه است که در شهرستان اوب واقع شده‌است. آرل ۱۴٫۳۶ کیلومتر مربع مساحت دارد ۱۹۰ متر بالاتر از سطح دریا واقع شده‌است.